# 신마라

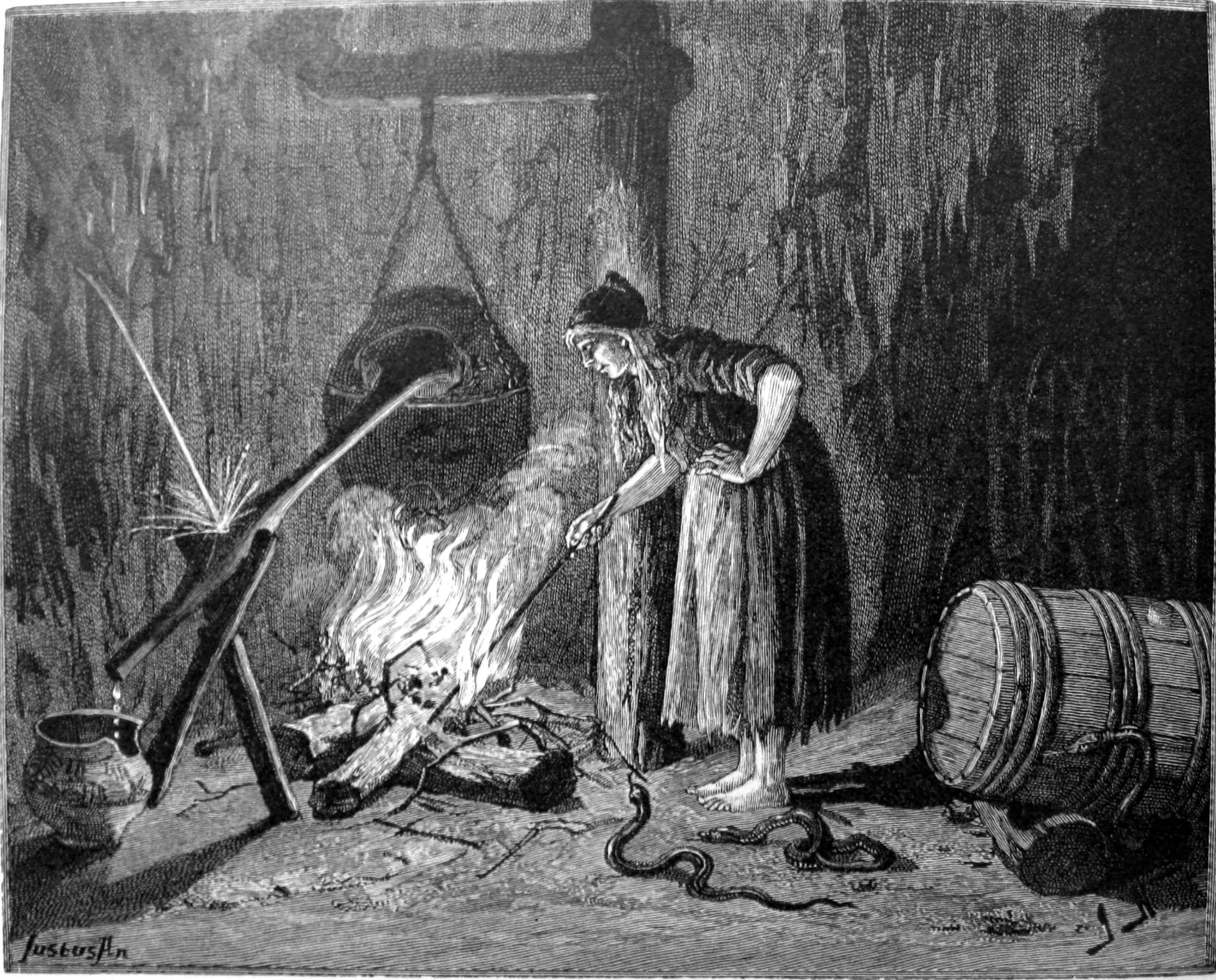

신마라(고대 노르드어: Sinmara)는 북유럽 신화에 등장하는 여성 거인으로, 대개 무스펠스헤임의 주인인 불의 거인 수르트의 아내로 여겨진다. 신마라가 등장하는 1차 문헌은 〈푤스빈느르가 말하기를〉 하나 뿐이며, 그나마도 수르트의 옆에 앉아있다는 내용과 레바테인이라는 무기를 가지고 있다는 내용이 전부이다. 신마라의 이름의 어원이 무엇인지, 또 신화의 다른 존재들과 어떤 관계가 있는지에 대해서는 이론이 분분하다.